# Katherine Mansfield

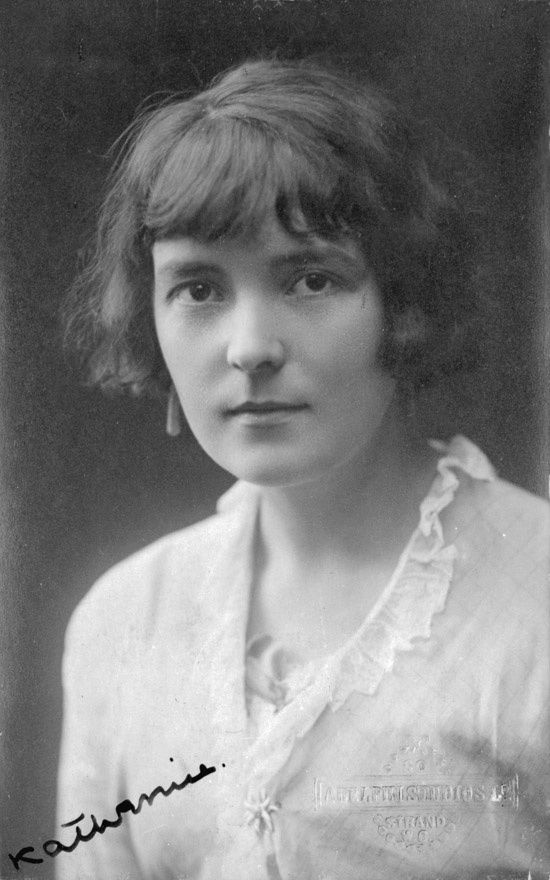
Katherine Mansfield

Katherine Mansfield, Geburtsname Kathleen Mansfield Beauchamp (* 14. Oktober 1888 in Wellington, Neuseeland; † 9. Januar 1923 in Fontainebleau, Île-de-France) war eine neuseeländisch-britische Schriftstellerin, die mit 34 Jahren an Tuberkulose starb. Neben 73 in der Regel kurzen Erzählungen hinterließ sie zahlreiche Briefe und Notizen. Die Resonanz auf ihr eher schmales Werk war und ist auffallend breit.

## Leben

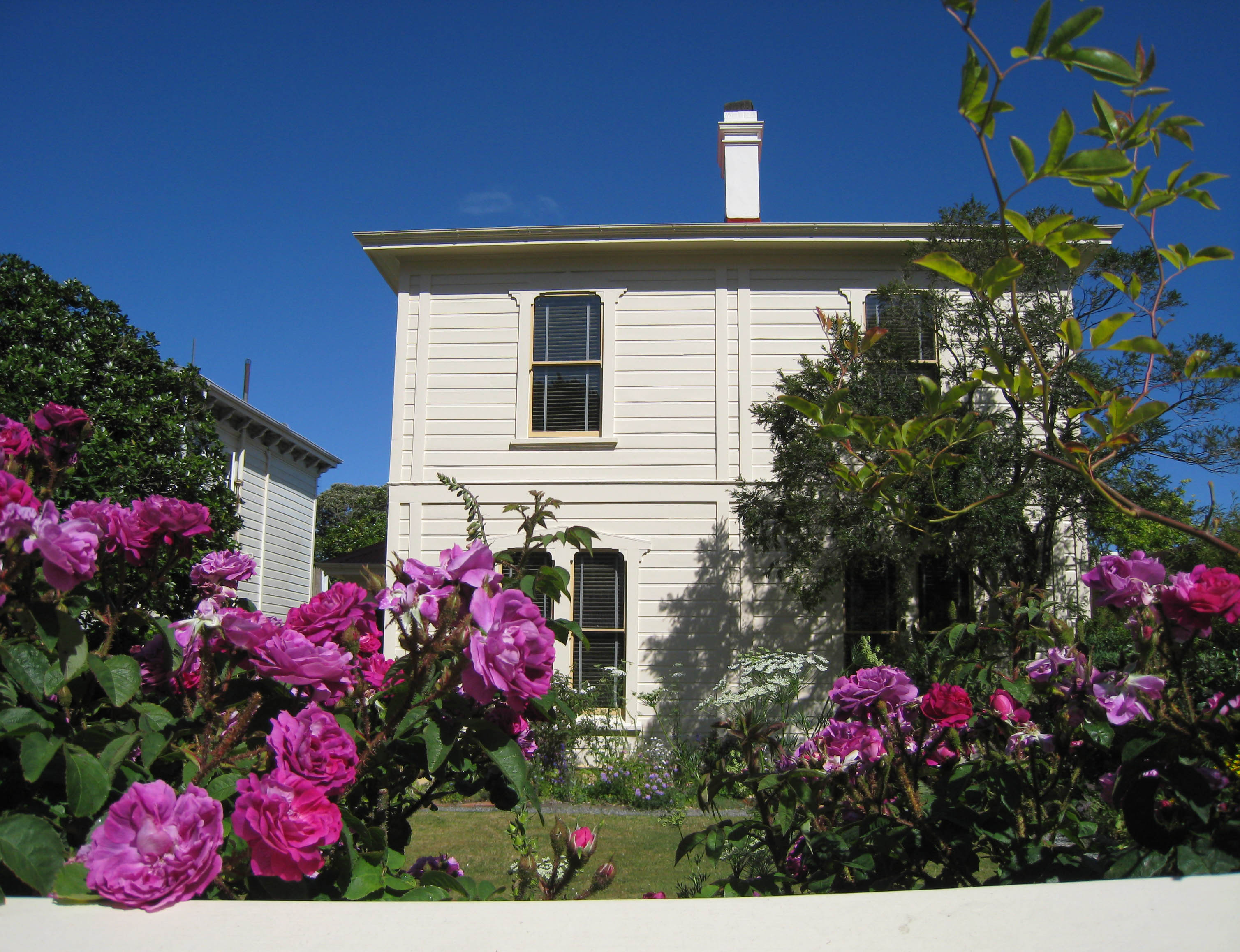
Das Geburtshaus in Wellington

Die Tochter eines Bankiers verbrachte ihre frühe Kindheit in der kleinen Ortschaft Karori, einige Kilometer von Wellington (Neuseeland) entfernt, wo sie die Wellington Girls' High School besuchte und in der dortigen Schülerzeitung mitwirkte. Als Kathleen elf Jahre alt war, zogen ihre Eltern in die Stadt. 1903 verließ sie Neuseeland, um für drei Jahre das Queen’s College in London zu besuchen, das von Charles Kingsley eigens für die Bildung und Erziehung von Frauen gegründet worden war.  Nach einer zweijährigen Rückkehr nach Neuseeland verbrachte Mansfield ab 1908 den Rest ihres Lebens in Europa und studierte mit finanzieller Unterstützung ihres Vaters Musik und Literatur. Sie interessierte sich vor allem für die französische und deutsche Sprache, schrieb ihre ersten Texte, freundete sich in der Londoner Literaturszene mit D. H. Lawrence und Virginia Woolf an.
In dieser Zeit wurde sie von Garnet Trowell, einem Freund der Familie aus Neuseeland, schwanger. Ein Eheversuch mit ihrem erheblich älteren Gesangslehrer George Bowden scheiterte noch in der Hochzeitsnacht – sie verließ ihn. Im selben Jahr 1909 reiste sie auf Anraten ihrer Mutter nach Bad Wörishofen, wo die Deutsch sprechende Katherine Mansfield angenehm, aber unbemerkt leben und schließlich genauso unauffällig entbinden sollte. Als sie ihren Koffer auf einen Schrank hieven wollte, erlitt sie allerdings eine Fehlgeburt.
Zurück in England, fand Mansfield bei verschiedenen Verlagshäusern Aufmerksamkeit. Im Zusammenhang mit ihrer ersten Buchpublikation In a German Pension (1911 erschienen), änderte sie ihren bis dahin gültigen Namen Kathleen Beauchamp in Katherine Mansfield um. Im Sommer 1914 fungierte sie mit ihrem neuen Gefährten John Middleton Murry, einem Literaturkritiker und Essayisten, als Trauzeugen bei der Heirat Lawrences mit Frieda Weekley. 1915 fiel ihr Bruder Leslie in Frankreich als Soldat des Ersten Weltkrieges, was sie sehr mitnahm.
1917 wurde bei Mansfield Tuberkulose diagnostiziert. 1918 heiratete sie Murry. Im selben Jahr zeigten sich erstmals gravierende Symptome ihrer Krankheit, der starke Husten verließ sie nicht mehr.
Nach der Veröffentlichung ihrer Kurzgeschichtensammlung The Garden Party and other short stories im Februar 1922 reiste Mansfield im Oktober des Jahres nach Fontainebleau bei Paris, wo sie sich in dem Institut für die harmonische Entwicklung des Menschen des charismatischen Mystikers Georges I. Gurdjieff  Heilung von ihrem Lungenleiden versprach. Kurz nach der Ankunft ihres Ehemannes starb Katherine Mansfield jedoch am 9. Januar 1923 nach einer schweren Lungenblutung an Tuberkulose.
Sie wurde am folgenden Tag auf dem Friedhof zu Avon bei Fontainebleau bestattet.
In Fontainebleau ist eine Straße nach ihr benannt. In ihrem Geburtshaus in Wellington wurde ein Katherine-Mansfield-Museum eingerichtet.

## Wirkung
„Ihre meisterhaften, sorgfältig strukturierten Short stories, die mit großer Einfühlungskraft, zum Teil aber auch mit bitterer Schärfe anhand von Augenblicksimpressionen Einblicke in das alltägliche Leben unter anderem des wilhelminischen Deutschland und der neuseeländischen Gesellschaft ihrer Jugend vermitteln, sind stark von persönlichen schicksalshaften Erlebnissen bestimmt“, heißt es in der Brockhaus Enzyklopädie – etwa durch Mansfields gescheiterte erste Ehe, die Totgeburt ihres Kindes, den Tod des Bruders, ihr unheilbares Lungenleiden. Wie D. H. Lawrence und Virginia Woolf, mit denen sie eine widersprüchliche Freundschaft gepflegt habe, gehöre sie zu den bedeutendsten Vertretern der modernen angelsächsischen Erzählliteratur.
Als Virginia Woolf von Mansfields Tod erfuhr, notierte sie in ihrem Tagebuch, sie sei auf Katherine Mansfields Begabung zum Schreiben eifersüchtig gewesen; außer ihrer Prosa habe es keine weitere gegeben, auf die sie je eifersüchtig gewesen sei. D. H. Lawrence zeigte sich von dem unkonventionellen Leben und künstlerischen Wirken Katherine Mansfields gleichermaßen beeindruckt: Die ambivalenten Gefühle, die sie in ihm hervorrief, fanden ihren Niederschlag unter anderem in seinem Porträt der Gudrun in dem 1920 veröffentlichten Roman Women in Love (dt. Liebende Frauen).
Von Meyers Lexikon wird Katherine Mansfields Prosa bereits 1927 „an Tschechow erinnernde Schlichtheit, Wahrheit und Innerlichkeit“ bescheinigt. Für Kindlers Neues Literaturlexikon – das die Parallele zu dem russischen Erzähler ebenfalls zieht – sind Mansfields Kurzgeschichten „ausgesprochen handlungsarm“; das Atmosphärische habe vor der eigentlichen Fabel, die Impression vor dem Ereignis Vorrang; es handele sich eher um Charakterstudien. Gleichwohl zählt dieses Nachschlagewerk Mansfield zu den Wegbereiterinnen der modernen englischen short story.
Auch das Metzler Lexikon Englischsprachiger Autorinnen und Autoren betont ausdrücklich den wesentlichen Beitrag, den Katherine Mansfield mit ihren short stories zur Entwicklung der avantgardistischen europäischen Moderne geleistet habe. Mansfield habe entscheidende Impulse für die Transformation und Weiterentwicklung der Kurzgeschichte als Gattung geliefert. Ihre dichte, anspielungs- und symbolreiche Erzählweise und die Aufgabe eines linearen plots zugunsten einer leitmotivischen assoziativen Verkettung von Episoden erinnere an die filmische Montagetechnik. Mansfields Erzählungen seien poetische Prosa, die den Blick auf vermeintlich Unwichtiges lenke und Sinneseindrücke präzise beschreibe. Ihre charakteristische Form des Erzählens sei schwer klassifizierbar; in der Literaturkritik werde ihr Werk wahlweise als impressionistisch, post-impressionistisch oder symbolisch bezeichnet.
In der feministischen Literaturkritik gilt Katherine Mansfield vor allem als herausragende Vertreterin und Bahnbrecherin weiblicher Literatur, die nicht nur die unüberwindbare Kluft zwischen den Geschlechtern in ihren Leitmotiven und verdichteten Symbolen kunstvoll zum Ausdruck bringe, sondern ebenso in subtiler Form die Geschlechterrollen kritisiere und in ihren sensiblen Frauenporträts die sexuellen Ängste ihrer weiblichen Figuren enthülle.
Ungeachtet ihres schriftstellerischen Erfolgs spielte Katherine Mansfield in den zeitgenössischen englischen Künstlerkreisen allerdings eher eine Außenseiterrolle und wurde aufgrund ihrer kolonialen Herkunft nie völlig anerkannt. Erst in den letzten Jahren gelangte die besondere Stellung Katherine Mansfields zwischen den verschiedenen Kulturen ins Blickfeld und regte besonders neuseeländische Autoren zu einer kreativen Auseinandersetzung mit ihrem Leben und Werk an.

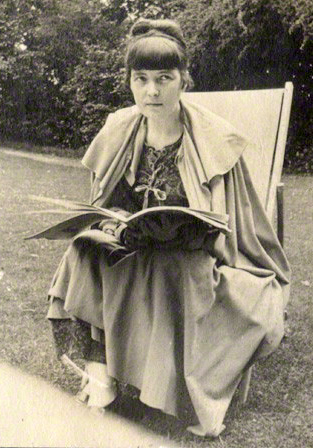
Katherine Mansfield

## Werke
- In a German Pension. 1911; deutsch In einer deutschen Pension. Haffmans bei Zweitausendundeins, Frankfurt am Main 2011, ISBN 978-3-86150-847-2. Kurzgeschichten.
- Prelude. 1918. Kurzgeschichten.
- Bliss and other stories. 1920, deutsch Für sechs Pence Erziehung. Herbert Reichner,  Wien 1937; außerdem unter dem Titel Seligkeit. Kurzgeschichten.
- The Garden Party and other short stories. 1922, deutsch Das Gartenfest und andere Geschichten. Kurzgeschichten.
- The doves’ nest and other stories. 1923 (postum);  deutsch Das Taubennest. Kurzgeschichten.
- Something childish and other stories. 1924 (postum); deutsch Etwas Kindliches, aber sehr Natürliches. Kurzgeschichten.

## Ausgaben
- John Middleton Murry (Hrsg.): Journal of Katherine Mansfield. 1927, 1983 (deutsch: Tagebuch. Stuttgart, Deutsche Verlags-Anstalt 1975).
- John Middleton Murry (Hrsg.): The letters.1928 (zwei Bände).
- Dein großes Herz. (Ausgewählte Erzählungen), Frankfurt am Main 1959.
- Sämtliche Erzählungen. (mit einem Essay von Elisabeth Schnack), Köln 1980, letzte Neuausgabe 2003.
- Ausgewählte Werke. (zwei Bände), Frankfurt am Main 1981.
- Vincent O’Sullivan (Hrsg.): The aloe, 1982.
- Der Mann ohne Temperament und andere Erzählungen. Übertragung Heide Steiner. Frankfurt a. M., 1991.
- Das Leben sollte sein wie ein stetiges, sichtbares Licht. (Briefe, Tagebücher, Kritiken), Frankfurt am Main 1983.
- Elisabeth Schnack (Hrsg.): Ein Mädchen in Neuseeland. Auswahlband, 1983.
- Claire Tomalin (Hrsg.): The short stories. 13. Auflage 1983.
- Clare Hanson (Hrsg.): The critical writings. 1987.
- Elisabeth Schnack (Hrsg.): Sämtliche Erzählungen. 1988 (fünf Bände).
- Max A. Schwendimann (Hrsg.): Eine Ehe in Briefen. Neuausgabe 1988.
- Margaret Scott (Hrsg.): The Katherine Mansfield Notebooks. (Notizen, Entwürfe, Privates), 2001.
- Heiko Arntz (Hrsg.): Sämtliche Werke. Frankfurt am Main 2009, 1049 S.
- Sämtliche Erzählungen in zwei Bänden. Herausgegeben und aus dem Englischen übersetzt von Elisabeth Schnack. Diogenes Verlag 2012, 912 S.
- Ingrid Mylo: Alles, was ich schreibe – alles, was ich bin. Texte einer Unbeugsamen, Katherine Mansfield. S. Marix Verlag im Verlagshaus Römerweg, ISBN 978-3-7374-1201-8.
- Claire Davison/Gerri Kimber (Hrsg.): The Edinburgh edition of the collected letters of Katherine Mansfield. Vier Bände. Edinburgh University Press, Edinburgh 2020–2025.

## Bibliografien
- Ruth Elvish Mantz: The Critical Bibliography of Katherine Mansfield, London 1931, Neuausgabe New York 1968.
- Brownlee J. Kirkpatrick: A Bibliography of Katherine Mansfield, Oxford 1989, ISBN 0-19-818401-8.

### In deutscher Sprache
- Jutta Rosenkranz: „‹Jede Zeile ist ernst gemeint.› Katherine Mansfield (1888–1923)“. In: dieselbe: Zeile für Zeile mein Paradies. Bedeutende Schriftstellerinnen, 18 Porträts. Piper, München 2014, ISBN 978-3-492-30515-0, S. 131–148.
- Ingrid Mylo: Katherine Mansfield, Frankfurt am Main 1998.
- Pietro Citati: Katherine Mansfield. Ein kurzes Leben, Hamburg 1998, ISBN 3-434-50432-X.
- Ida Schöffling: Katherine Mansfield. Leben und Werk in Texten und Bildern, Frankfurt am Main 1996.
- Jochen Ganzmann: Vorbereitung der Moderne. Aspekte erzählerischer Gestaltung in den Kurzgeschichten von James Joyce und Katherine Mansfield, Frankfurt am Main 1986, ISBN 3-8204-9821-4.
- Nelson Wattie: Nation und Literatur. Eine Studie zur Bestimmung der nationalen Merkmale literarischer Werke am Beispiel von Katherine Mansfields Kurzgeschichten, Bonn 1980, ISBN 3-416-01611-4.
- Claire Tomalin: Katherine Mansfield. Eine Lebensgeschichte, (ursprünglich New York) Frankfurt am Main 1973, 1992.
- Peter Halter: Katherine Mansfield und die Kurzgeschichte. Zur Entwicklung und Struktur einer Erzählform, Bern 1972.
- Max A. Schwendimann: Katherine Mansfield. Ihr Leben in Darstellung und Dokumenten, München 1967.
- M. Andree: Das Lebensgefühl der Katherine Mansfield, Münster 1950.
- E. Clément-Sametz: Charaktere und Motive in Mansfields Kurzgeschichten, Innsbruck 1940.
- Michaela Karl: Ich brauche einen Liebhaber, der mich am Denken hindert: Biografie über Katherine Mansfield, btb Verlag, München, 2023, ISBN 978-3-442-75876-0.

### In englischer Sprache
- Kathleen Jones: Katherine Mansfield. The Story-Teller, Edinburgh, Scotland 2010, ISBN 978-0-7486-4354-7.
- Shifen Gong: A fine pen. The Chinese view of Katherine Mansfield, Dunedin, New Zealand 2001, ISBN 1-877276-04-9.
- Marysa Demoor: Their fair share. Women, power and criticism in the Athenaeum, from Millicent Garrett Fawcett to Katherine Mansfield, 1870–1920, Aldershot 2000, ISBN 0-7546-0118-8.
- Angela Smith: Katherine Mansfield. A literary life, Basingstoke 2000.
- Angela Smith: Katherine Mansfield and Virginia Woolf. A public of two, Oxford 1999, ISBN 0-19-818398-4.
- Katherine Murphy Dickson: Katherine Mansfield's New Zealand stories, Lanham 1998, ISBN 0-7618-1072-2.
- Pamela Dunbar: Radical Mansfield. Double discourse in Katherine Mansfield's short stories, Basingstoke 1997, ISBN 0-333-68782-5.
- Patricia Moran: Word of mouth. Body language in Katherine Mansfield and Virginia Woolf, Charlottesville 1996, ISBN 0-8139-1675-5.
- Marianne Dada-Büchel: Katherine Mansfield's dual vision. Concepts of duality and unity in her fictional work, Tübingen 1995, ISBN 3-7720-2431-9.
- Jasper F. Kobler: Katherine Mansfield. A study of the short fiction, Boston/Massachusetts 1990, ISBN 0-8057-8325-3.
- Julia van Gunsteren: Katherine Mansfield and literary impressionism, Amsterdam 1990, ISBN 90-5183-199-4.
- Rhoda B. Nathan: Katherine Mansfield, New York 1988.
- Kate Fullbrook: Katherine Mansfield. Brighton 1986.
- Nora Crone: A portrait of Katherine Mansfield, Ilfracombe: Stockwell 1985, ISBN 0-7223-1862-6.
- Cherry A. Hankin: Katherine Mansfield and her confessional stories, London 1983, ISBN 0-333-31536-7.
- Clare Hanson und Andrew Gurr: Katherine Mansfield, London 1981.
- Antony Alpers: The Life of Katherine Mansfield, London 1980, 2. Auflage New York 1980, ISBN 0-670-42805-1.
- Jeffrey Meyers: "Katherine Mansfield. A Biography", London 1978.
- Mary Rohrberger: The Art of Katherine Mansfield, Ann Arbor/Michigan 1977.
- M. K. Benet: Writers in Love, New York 1977, Seite 1–109.
- Vincent O’Sullivan: Katherine Mansfields New Zeeland, London 1975.
- Ida Baker: Ein Leben für Katherine Mansfield. Erinnerungen, London 1971, Frankfurt am Main 1998.
- Marvin Magalaner: The Fiction of Katherine Mansfield, Carbondale/Illinois 1971.
- Saralyn R. Daly: Katherine Mansfield, New York 1965.
- John Middleton Murry: Katherine Mansfield and Other Literary Studies, London 1959.
- I. A. Gordon: Katherine Mansfield, London 1954 und 1971.
- Sylvia L. Berkman: Katherine Mansfield: A Critical Study, London 1951 und 1971.
- Anne Friis: Katherine Mansfield. Life and stories, Munksgaard, Kopenhagen 1946.
- Ruth Elvish Mantz und John Middleton Murry: The Life of Katherine Mansfield, London 1933, Neuausgabe 1968.